# Constantin Miclea

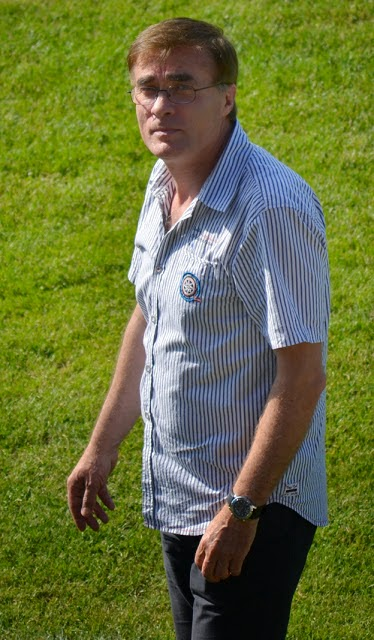
Constantin Miclea

Constantin Miclea (n. 12 aprilie 1959, Bâsca Chiojdului, județul Buzău) este un politician, fost arbitru și observator de fotbal român .
A fost viceprimar în orașul Bușteni în perioada 1992-1996.
În 2002-2004 a fost Consilier local al orașului Bușteni. 
Consilier local al orașului Bușteni în 2022-2024.
A fost Director SC TUR INTERNATIONAL SRL în perioada 1997-1999.
Din 1999 este directorul general al Complexului Sportiv Național Piatra Arsă de pe platoul Bucegi (orașul Bușteni). A mai ocupat aceiași funcție, de director general, la Complexul Sportiv Național Poiana Brașov și la Complexul Sportiv Național „Lia Manoliu” (București).
În 1980 a devenit arbitru de fotbal, în 1993 promovând în Liga 1.
În 2012 a fost introdus în corpul observatorilor din Liga 1.